# جون ك. ويست
جون ك. ويست (بالإنجليزية: John West)‏ هو محامي ودبلوماسي وسياسي أمريكي، ولد في 27 أغسطس 1922 في كامدن في الولايات المتحدة، وتوفي في 21 مارس 2004 في هيلتون هيد أيلاند في الولايات المتحدة. حزبياً، نشط في الحزب الديمقراطي.

## مناصب
- انتخب سفير.
- انتخب عضو مجلس ولاية كارولاينا الجنوبية.
- انتخب سفراء الولايات المتحدة لدى المملكة العربية السعودية.
- انتخب List of lieutenant governors of South Carolina [الإنجليزية]‏.
- انتخب حاكم كارولينا الجنوبية [الإنجليزية]‏ (19 يناير 1971 – 21 يناير 1975).